# Bohdan Chorowski
Bohdan Chorowski (ur. 10 stycznia 1926 w Ogrodnikach na Polesiu, zm. 8 lutego 2012) – polski inżynier mechanik. Od 1983 r. profesor na Wydziale Mechaniczno-Energetycznym Politechniki Wrocławskiej i dziekan Mechaniczno-Energetycznego (1976-1978).
W czasie II wojny był członkiem Armii Krajowej (pseudonim Lotos). W Kaliszu w 1946 po jednorocznym kursie przygotowawczym, zdał egzamin maturalny. W latach 1946–1951 studiował na Wydziale Mechanicznym Politechniki Łódzkiej. Do Wrocławia przybył w 1953 by w Katedrze Gospodarki Energetycznej Politechniki Wrocławskiej podjąć studia doktoranckie i zająć się problemami automatyzacji kotłów parowych. W 1964 został zatrudniony jako adiunkt na Wydziale Mechaniczno-Energetycznym PWr, gdzie pełnił funkcję kierownika nowo powstałego Zakładu Automatyki Procesów Energetycznych. Habilitował się w 1978, a w 1983 otrzymał tytuł profesora. Pochowany 14 lutego 2012 na Cmentarzu Ducha Świętego we Wrocławiu.